# 아스라엘 교향곡
교향곡 2번 다단조 '아스라엘' ("Asrael", Symfonie pro velký orchestr c moll), Op. 27(1905-1906)은 요세프 수크가 작곡한 교향곡이다. 숙은 그의 장인이자 교사인 안토닌 드보르자크(1904년 사망)와 그의 아내(드보르자크의 딸) 오틸리에 수코바1905년 사망)를 기리기 위해 이 작품을 썼다.
수크는 드보르자크가 죽은 지 약 8개월 후인 1905년 초에 그의 장례식 교향곡을 작곡하기 시작했다. 이 작품의 제목은 구약성서에서 죽음의 천사로 알려졌으며 사후 영혼을 나르는 이슬람교로 알려진 Asrael의 이름을 따서 명명되었다. 작품은 5악장이다. 수크는 반년이 채 안되어 3악장의 스케치를 완성했다. 1905년 7월 6일 수크가 작업을 하던 중 그의 아내 오틸리에가 세상을 떠났다.
수크는 1906년 10월 4일 악보를 완성했다. 그는 "드보르작과 오틸리에의 고귀한 기억에" 작품을 헌정했으며 특히 마지막 두 악장을 오틸리에에게 바쳤다.

## 구조
구성은 5 악장으로 되어 있다.
1. Andante sostenuto
2. Andante
3. Vivace
4. Adagio
5. Adagio e maestoso

## 편성
피콜로, 2개의 플루트, 2개의 오보에, 잉글리시 호른, 2개의 클라리넷 B플랫(A, E 플랫), 베이스 클라리넷, 2개의 바순, 콘트라바순, 6개의 호른 (호른 V 및 VI 애드립), 3 C의 트럼펫, 3개의 트롬본, 튜바, 팀파니, 트라이앵글, 심벌즈, 베이스 드럼, 하프 및 현악기 .